# Ecorregión selva Paranaense
La ecorregión selva Paranaense es una de las 15 ecorregiones comprendidas en el Complejo Ecorregional Bosque Atlántico o Mata atlántica, y la que mantiene la mayor cantidad de remanentes forestales del Complejo. Esta ecorregión es denominada en Paraguay: ecorregión del bosque Atlántico del Alto Paraná (BAAPA), mientras que en la Argentina es también conocida como ecorregión de la selva Misionera y en Brasil como Floresta Atlântica do Alto Paraná.
Está compuesta por una selva de clima semitropical húmedo y tropical húmedo, con una elevada diversidad de especies, las que habitan en una foresta alta, con miles de ríos y arroyos.

## Ubicación

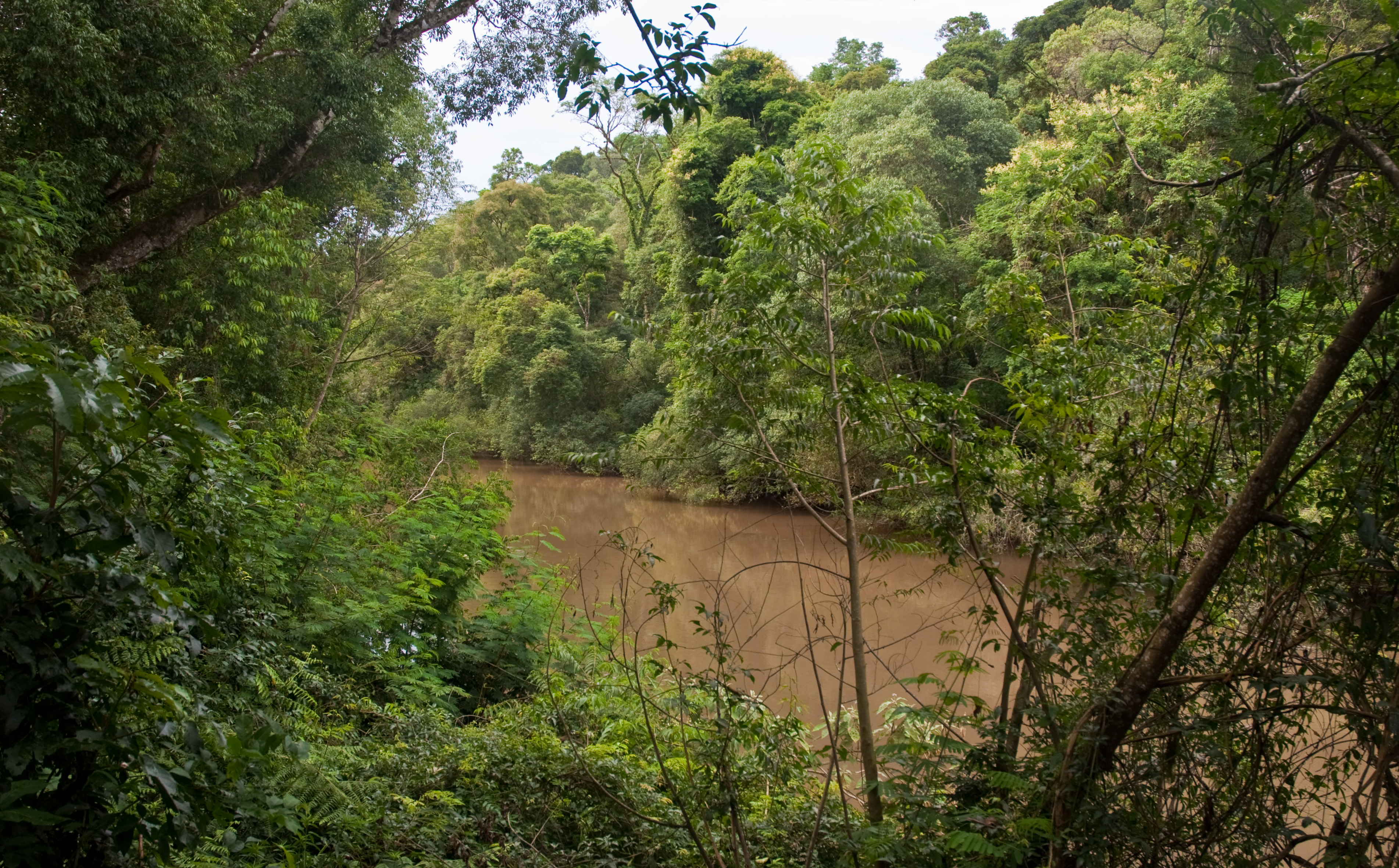
El interior de la selva de la ecorregión del Bosque Atlántico del Alto Paraná.

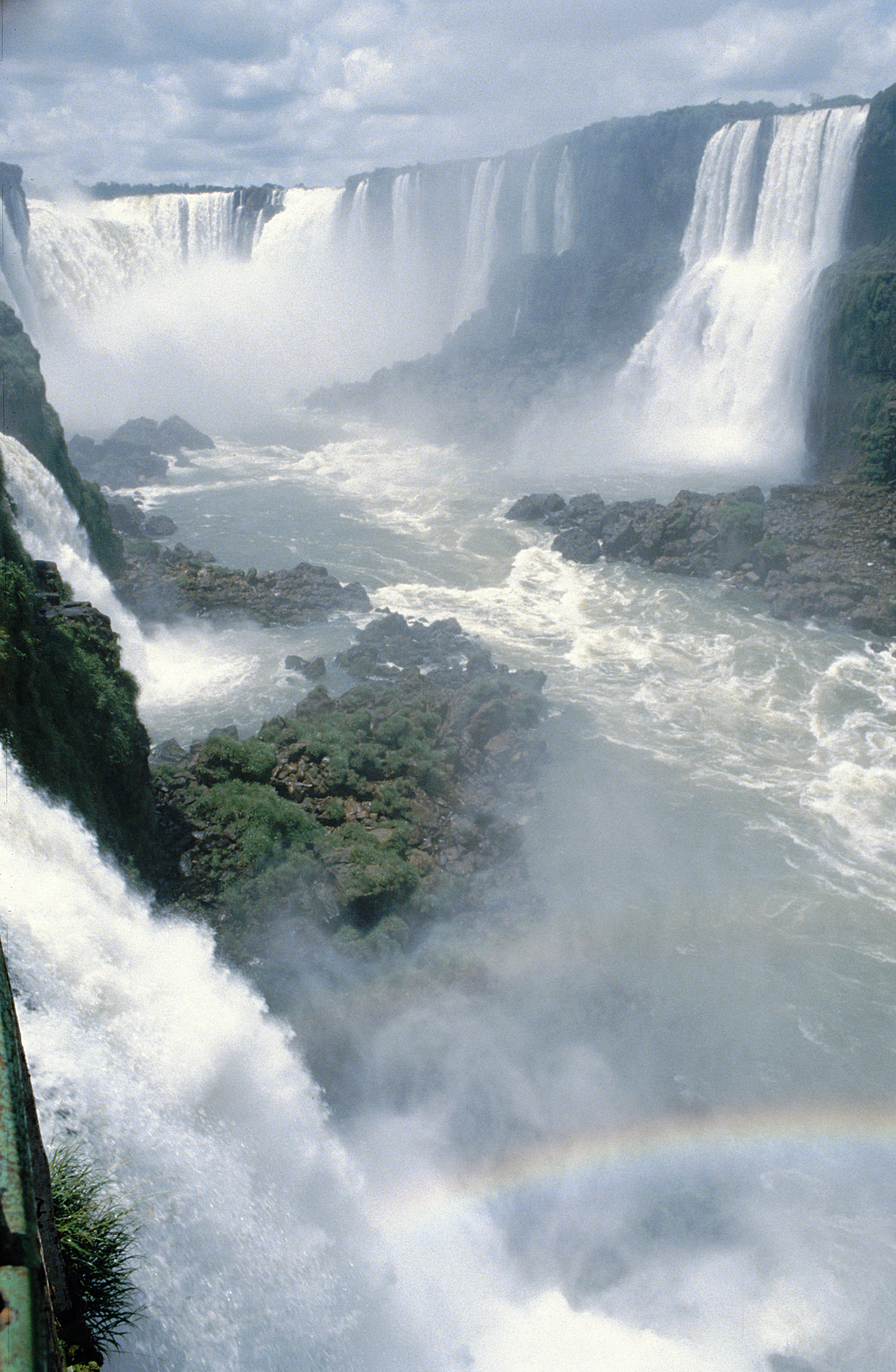
Las cataratas del Iguazú se encuentran en esta ecorregión.

Ocupa gran parte de la Provincia de Misiones y el extremo nordeste de la Provincia de Corrientes (en el nordeste de la Argentina), secciones de los estados del suroeste del Brasil (Estado de Paraná, Estado de Río Grande del Sur, Estado de Santa Catarina, Estado de São Paulo y Estado de Mato Grosso do Sul) y parte del Este de la Región Oriental del Paraguay (Departamento de Amambay, Departamento de Canindeyú, Departamento de Alto Paraná, Departamento de Itapúa, Departamento de Paraguarí, Departamento de Caaguazú, Departamento de San Pedro, Departamento de Concepción, Departamento de Caazapá y Departamento de Guairá). En Brasil se encuentra la mayor parte de dicha ecorregión.
Originalmente, contaba con una superficie de 120 millones de hectáreas de selvas, que en las últimas décadas fueron reducidas a un nivel alarmante. Muchos de estas selvas quedaron separadas y aisladas entre sí, formando diferentes bloques fragmentados, sin conexión entre ellos, amenazando así la supervivencia de numerosas especies de fauna y flora. Es por ello que es urgente conectar los diferentes bloques entre sí, por medio de corredores biológicos.

## Preservación
Los Parques Nacionales más grandes que protegen esta ecorregión son: 
Argentina: (Provincia de Misiones)
- Parque Nacional Iguazú con 67.620 ha
- Parque Provincial Urugua-í con  84 000 ha
- Reserva de la biosfera Yabotí con 221 155 ha —o 235 959 ha según algunas fuentes—[3]

Brasil: (Estado de Paraná)
- Parque Nacional do Iguaçu con 1 697 km²

Paraguay:
- Parque nacional San Rafael con 74.848 ha (Departamentos de Caazapá e Itapúa)
- Reserva Natural del Bosque Mbaracayú con 64.405 ha (Departamento de Canindeyú)

## Amenazas

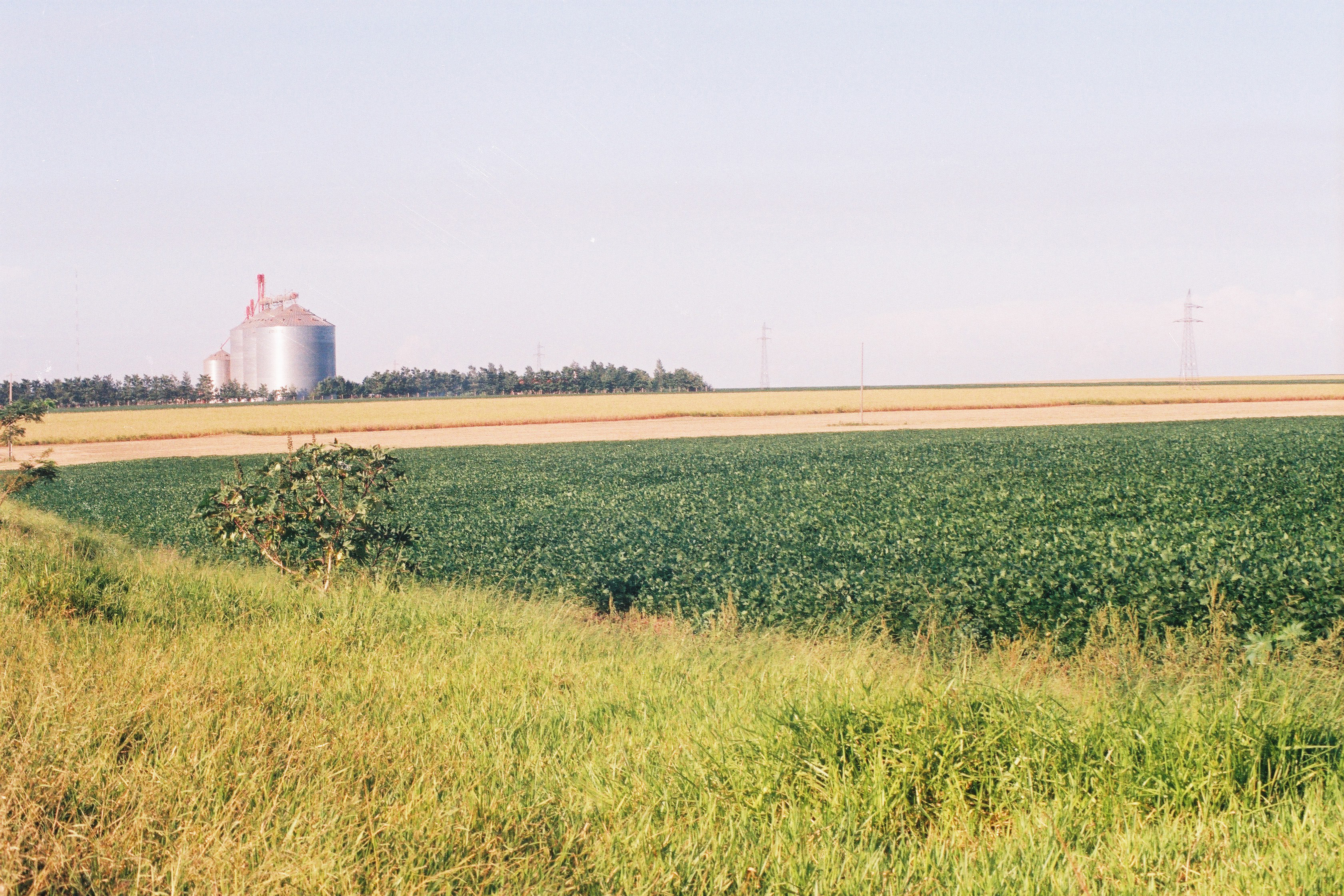
La plantación de soja es una de las grandes amenazas a esta ecorregión.

Las amenazas más importantes para esta ecorregión son:
- Tala indiscriminada.
- Incendios forestales.
- Erosión del suelo
- Uso inapropiado de agroquímicos.
- Caza indiscriminada.
- Monocultivo

El mayor desastre ambiental en esta ecorregión fue el embalse de la Represa de Itaipú, ya que inundo un área aproximada de 1.200 km², las cuales fueron hogar de cientos de animales y plantas. Además, el avance de la frontera agrícola ha mermado casi en su totalidad la cantidad de rematentes.

## Fauna y flora

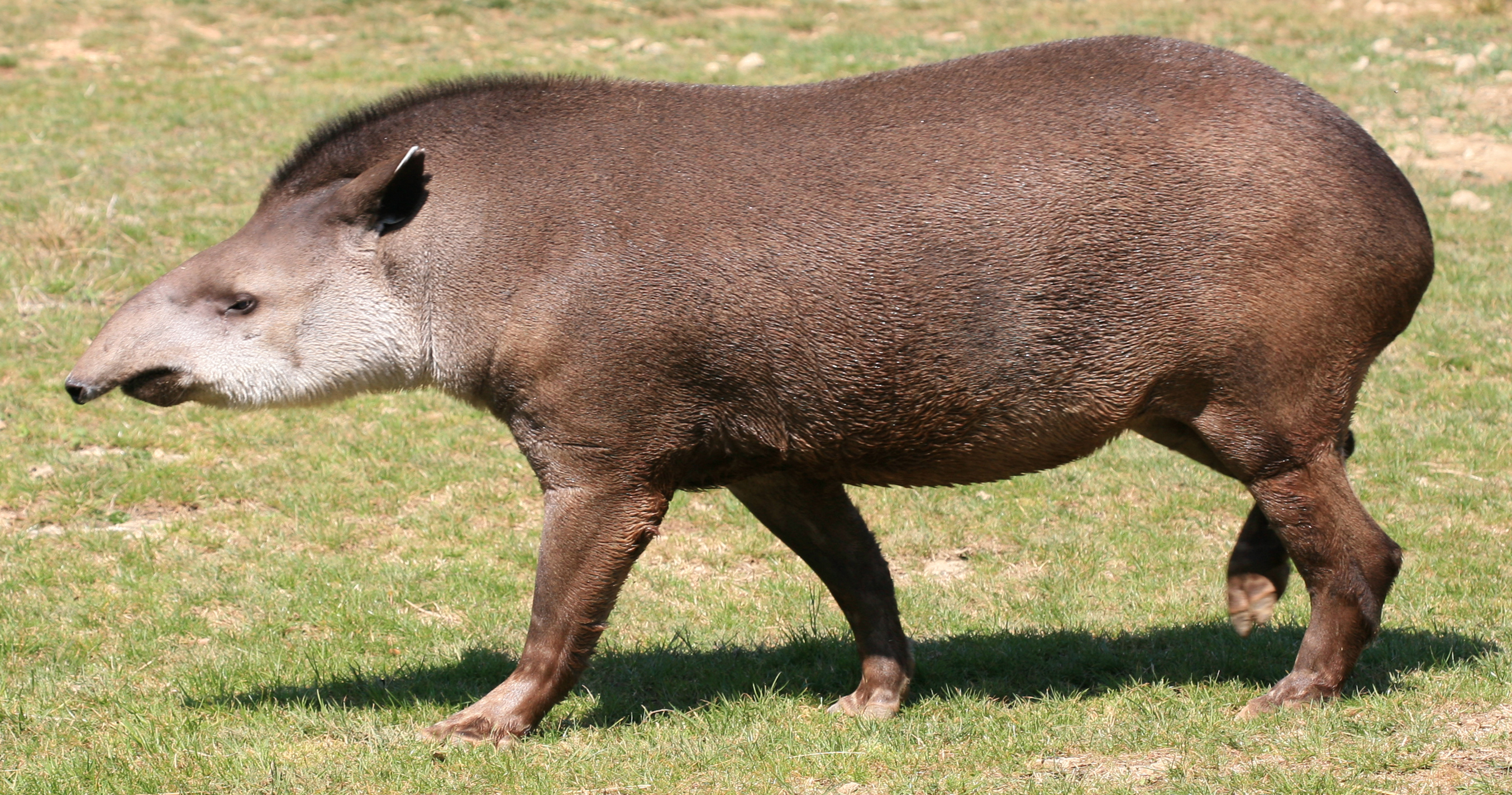
El tapir (Tapirus terrestris), el mamífero más grande de los que habita la ecorregión selva Paranaense.

La ecorregión selva Paranaense es una de las regiones más ricas en cuánto a especies en el mundo, en él se hallan aproximadamente 530 especies de aves, entre ellas podemos citar al pájaro campana (Procnias nudicollis), a la harpía (Harpia harpyja) y al loro vináceo (Amazona vinacea). Entre los mamíferos se destacan los más grandes y espectaculares mamíferos del continente. Entre los felinos encontramos al jaguar (Panthera onca) , al puma (Puma concolor) y al ocelote (Leopardus pardalis). Otros mamíferos son el tapir (Tapirus terrestris), tres especies de venados del género Mazama, dos especies de pecaríes, el coatí (Nasua nasua), el zorro vinagre (Speothos venaticus) y muchas especies de primates y armadillos. Entre los reptiles sobresalen la anaconda verde (Eunectes murinus) y el yacaré overo (Caiman latirostris). La ecorregión posee más de 50 especies de anfibios.
Entre su flora podemos destacar la inmensa variedad de árboles, orquídeas y otros tipos de plantas. Entre las especies botánicas más importantes de esta ecorregión se encuentran: el helecho arborescente o chachí (Alsophyla atrovirens), la yerba mate (Ilex paraguariensis), el lapacho rosado (Tabebuia heptaphylla), el yvyra pytã (Peltophorum dubium), el palmito (Euterpe edulis), etc.